# Suspicious Minds (Fernsehserie)
Suspicious Minds (Originaltitel: Ladrones: la tiara de santa Águeda) ist eine spanische Fernsehserie, die von Verónica Marzá, Pablo Roa und Fernando Sancristóbal erdacht wurde. In Spanien fand die Premiere der Serie am 13. Juni 2025 als Original durch Disney+ via Star statt. Im deutschsprachigen Raum erfolgte die Erstveröffentlichung der Serie am 10. Juli 2025 durch Disney+ via Star.

## Handlung
Amber zählt zu den besten Diebinnen der Welt. Nachdem ihr letzter Raubüberfall eine unerwartete Wendung nahm, richtet sie ihre Aufmerksamkeit auf ein neues Ziel: die wertvolle Tiara von Santa Águeda, ein diamantbesetztes Diadem, das auf der Insel Esperanza in Kürze von Lucía Villegas bei ihrer Hochzeit getragen werden soll. Um unentdeckt zu bleiben, hatte sich Amber bereits ein Jahr zuvor in das Umfeld der Familie Villegas eingeschleust. Alles läuft nach Plan, bis Rui auftaucht. Er ist nicht nur ein talentierter Dieb, sondern auch Ambers Ex-Liebhaber, der sie dazu zwingt, von ihrem ursprünglichen Plan abzusehen und zu improvisieren. Gemeinsam versuchen sie, eine unerfahrene Gruppe von Dieben zu rekrutieren und anzuleiten, um den Raub durchzuführen. Ihr gegenseitiges Misstrauen wächst jedoch, da beide berechtigte Zweifel an den Absichten des anderen hegen. Es beginnt ein Spiel aus Täuschung und Verrat, während sie versuchen, die Tiara in ihren Besitz zu bringen. Jedoch müssen beide letztlich an einem Strang ziehen, um ihr Ziel zu erreichen.

## Besetzung und Synchronisation
Die deutschsprachige Synchronisation entstand nach den Dialogbüchern von Anni C. Salander sowie unter der Dialogregie von Marieke Oeffinger durch die Synchronfirma Iyuno Germany in Berlin.
| Rolle                         | Schauspieler          | Synchronsprecher   |
| ----------------------------- | --------------------- | ------------------ |
| Amber Delval                  | Silvia Alonso         | Magdalena Turba    |
| Rui                           | Álex González         | Tobias Nath        |
| Lucía Villegas                | Alicia Jaziz          | Victoria Frenz     |
| Emilio Villegas               | Asier Etxeandia       | Patrick Winczewski |
| Jaume Enric Domènech i Sarrià | Jan Buxaderas         | Christian Zeiger   |
| Julio                         | Antonio Pagudo        | Sascha Rotermund   |
| Edgar                         | Eduardo Gómez Chipres | Oliver Szerkus     |
| Judith                        | Milena Radulović      | Marieke Oeffinger  |
| Pilar                         | Olga Hueso            | Heide Domanowski   |
| Nacho                         | Oliver Ruano          | Johann Fohl        |
| Saveria                       | Cumelén Sanz          | Sarah Alles        |
| Javito                        | Albert Baró           | Nicolás Artajo     |
| Lee                           | Saibon Wang           | Jasmin Arnoldt     |
| Mercedes                      | Ainhoa Santamaría     | Franziska Endres   |

## Episodenliste
| Nr. | Deutscher Titel           | Originaltitel                  | Erstveröffentlichung (Spanien) | Deutschsprachige Erstveröffentlichung (D/A/CH) |
| --- | ------------------------- | ------------------------------ | ------------------------------ | ---------------------------------------------- |
| 1   | Hochzeit mit Hindernissen | La Tiara de santa Águeda       | 13. Juni 2025                  | 10. Juli 2025                                  |
| 2   | Neue Verbündete           | ¿Os unís a nuestra banda?      | 13. Juni 2025                  | 10. Juli 2025                                  |
| 3   | Vertrauensprobleme        | La huella                      | 13. Juni 2025                  | 10. Juli 2025                                  |
| 4   | Ambers Plan               | Tú y yo a la fiesta            | 13. Juni 2025                  | 10. Juli 2025                                  |
| 5   | Der Lazarus-Plan          | Hasta que la muerte nos separe | 13. Juni 2025                  | 10. Juli 2025                                  |
| 6   | Showtime                  | El día D                       | 13. Juni 2025                  | 10. Juli 2025                                  |